# François Delattre
François Delattre (Saint-Marcellin, 15 de novembro de 1963) é um diplomata, político e embaixador francês. Ele foi representante permanente da França nas Nações Unidas em Nova Iorque e chefe da missão da ONU na França desde 2014. Foi nomeado para esse cargo pelo presidente francês François Hollande em 12 de junho de 2014 e com reconhecimento a partir de 15 de julho de 2014. Foi embaixador da França nos Estados Unidos até 14 de junho de 2014, sua nomeação em 2011 foi feita pelo presidente da frança Nicolas Sarkozy.
Delattre graduou-se no Instituto de Estudos Políticos de Paris em 1984.
Delattre entrou para o Ministério das Relações Exteriores francês em 1989, serviu na embaixada francesa na Alemanha e no Departamento de Assuntos Estratégicos e Desarmamento. Delattre foi Diretor de Imprensa e Comunicações na embaixada da França em Washington, D.C., de 1998 a 2002, Director Adjunto do Gabinete do Ministro dos Negócios Estrangeiros da França de 2002 a 2004.